# پروبنیسید
پروبنیسید (به انگلیسی: probenecid)
رده درمانی: اوریکوزوریک
اشکال دارویی: قرص

## موارد مصرف
پروبنیسید دارویی است که برای کاهش اسید اوریک خون به کار می‌رود.
- به انگلیسی: probenecid
- نام ژنریک: probenecid
- نام تجاری: Benemid و Probalan

- این دارو به فرمول C۱۳H۱۹NO۴S و دارای وزن ملکولی ۲۸۵،۳۶ می‌باشد[۱].

## مکانیسم اثر
این دارو بر توبول‌های کلیه اثر کرده و باعث افزایش ترشح اسید اوریک از آن‌ها می‌شود لذا باعث کاهش سطوح خونی اسید اوریک می‌شود. این دارو همچنین ترشح توبولی پنی سیلین را مهار کرده و باعث افزایش سطح پلاسمایی آن می‌شود.

## موارد مصرف
- جهت درمان هیپراوریکمیا (افزایش سطح اسید اوریک خون)(hyperuricemia)در بیماران مبتلا به نقرس.
- این دارو در همراهی با پنی سیلین باعث افزایش اثربخشی آن در درمان عفونت‌ها می‌شود[۲].

## مصرف در حاملگی
- مصرف این دارو در دوران حاملگی ممنوع می‌باشد[۲].

## عوارض جانبی

### عوارضی که نیاز به توجه پزشکی کمتری دارند
- تهوع
- کاهش اشتها
- استفراغ
- سردرد
- زخم شدن لثه ها
- خواب آلودگی
- درد مفاصل
- قرمزی صورت[۳]

### عوارضی که نیازمند توجه پزشکی است
- ادرار خونی
- ادرار دردناک
- راش و کهیر پوستی
- ادرار تیره
- سرفه و خشونت صدا
- تنفس سریع
- تب
- درد کمر یا قفسه سینه
- زخم یا به وجود آمدن نقاط سفید رنگ در لب‌ها و دهان
- گلودرد به همراه تب
- کاهش ناگهانی حجم ادرار
- ورم صورت و دست‌ها و پا ها
- افزایش وزن
- زرد شدن پوست و چشم
- خونریزی غیر معمول[۳]

### عوارضی که نیازمند توجه سریع پزشکی هستند
- تنفس سریع و نامنظم
- تغییر رنگ پوست صورت همراه با دیگر علایم
- راش و کهیر پوستی همراه با دیگر علایم[۳]